# Háfiz
Háfiz, teljes nevén Hvádzsa Samsz ad-Dín Muhammad Háfiz-i Sírází, modern perzsa kiejtéssel Hádzse Samsz ad-Din Háfiz-e Sirázi (perzsául (خواجه شمس‌الدین محمد حافظ شیرازی – H̱wāǧa Šams ad-Dīn Muḥammad Ḥāfiz-i Šīrāzī), (Siráz, 1325 körül – 1390) középkori perzsa teológus, misztikus költő. Ismert írói nevén Háfiz (حافظ, Ḥāfeẓ, 'az emlékező; a (biztonságos) őrző), perzsa lírai költő volt, akinek összegyűjtött műveit sok iráni a perzsa irodalom csúcsának tekinti. Művei gyakran megtalálhatók a perzsa nyelvű világ lakóinak otthonában, akik verseit kívülről megtanulják, és mindennapi közmondásokként és szólásokként használják. Élete és versei számos elemzés, kommentár és értelmezés tárgyává váltak, és jobban befolyásolták a 14. század utáni perzsa irodalmat, mint bármely más perzsa szerző
Háfiz leginkább Dívánjáról ismert, amely fennmaradt verseinek valószínűleg halála után összeállított gyűjteménye. Művei antinomikusnak és a „teozófiai” kifejezés középkori használatával jellemezhetőek; a teozófia kifejezést a 13. és 14. században a csak a szent könyvek által ihletett (a teológiától megkülönböztetett) szerzők misztikus műveinek megjelölésére használták. Háfiz elsősorban a lírai költészet vagy gazal irodalmi műfajában írt, amely ideális stílus az isteni ihlet extázisának kifejezésére a szerelmes versek misztikus formájában. Szufi volt.
Gazaljainak témái közé tartozik a szerelem, a hit, és istenszeretet, emellett  és a képmutatás leleplezése,  műveiben a bor és könnyű élet dicsőítésével foglalkozik, legtöbbször az extázist és a korlátoktól való megszabadulás örömeit mutatja be, akár a tényleges világi felszabadulásban, akár a szerelmes hangján, ahol már az isteni szerelemről beszél.  Perzsa nyelvre gyakorolt hatása a versei által történő jóslásban (perzsa: فال حافظ, fāl-e hāfez, némileg hasonló a sortes vergilianae római hagyományához), valamint verseinek gyakori felhasználásában a perzsa hagyományos zenékben, képzőművészetben és a perzsa kalligráfiában jelenik meg. Sírja szülőhelyén, Sirázban található. Verseinek átdolgozásai, utánzatai és fordításai minden nagyobb nyelven megjelentek.

## Élete

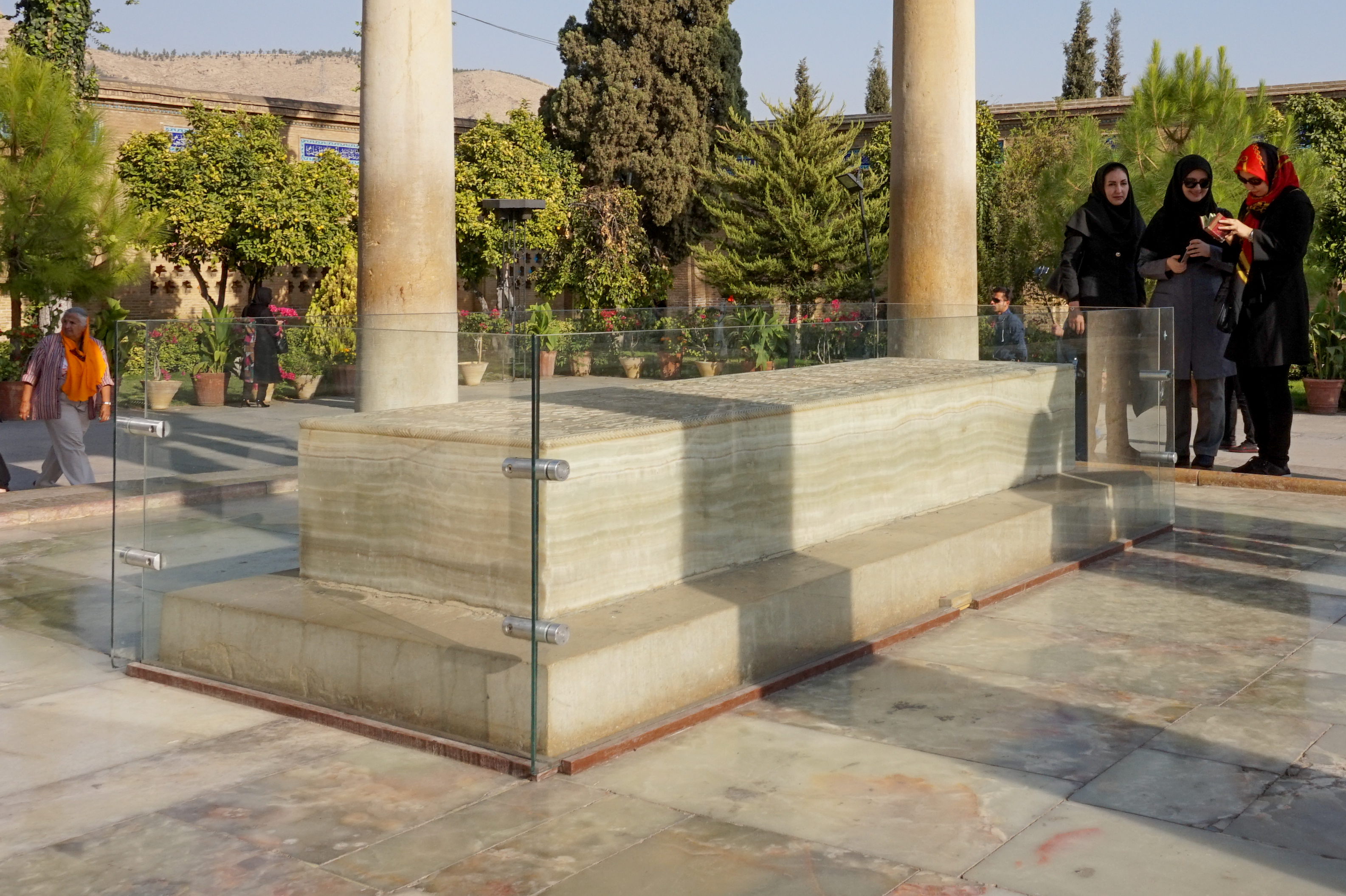
Háfiz sirja Sirázban

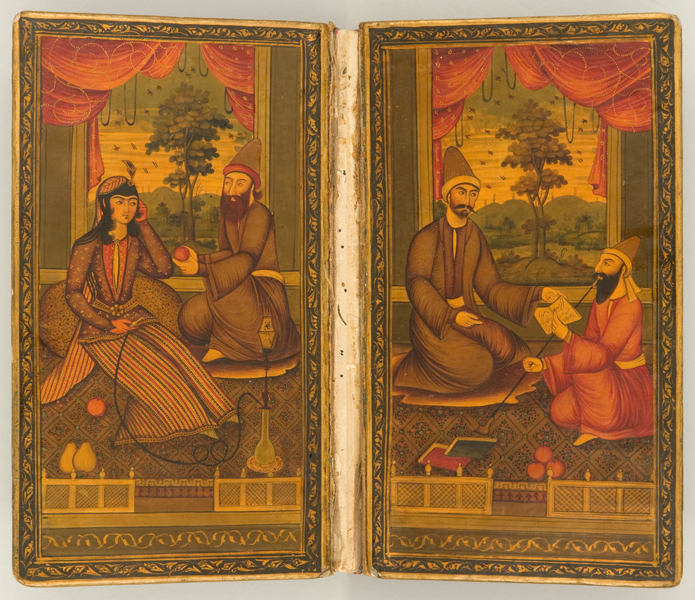
Kétkötetes kiadás, Háfiz Dívánjának egy 19. századi példánya. Az elülső dublúra azt mutatja, hogy Háfiz felajánlja művét egy mecénás számára.

Hafez az iráni Sirázban született. A perzsa életre és kultúrára gyakorolt mélyreható hatása, valamint tartós népszerűsége és befolyása ellenére életéről kevés részletet ismerünk. Ifjúságáról szóló beszámolók hagyományos anekdotákra támaszkodnak. A Háfizt említő korai tazkirákat (életrajzi vázlatok) általában megbízhatatlannak tartják. Életének főbb eseményeit a török Szúdi kommentárjaiból (1591) ismerjük.
A modern tudósok általában egyetértenek abban, hogy 1325-ben vagy 1327-ben született. Kereskedő apja, Bahá ud-Dín korán meghalt. Háfiz a kortársak szerint már egészen fiatal korában memorizálta a Koránt, ezért a Háfiz címet kapta, amelyet később írói álnévként használt. Arab nyelvű vallási értekezéseket írt. Saját visszaemlékezései alapján még medreszékben is tanított.  Dívánjának előszavát, amelyben korai életét tárgyalja, egy ismeretlen kortárs írta, akinek a neve Moḥammad Golandám lehetett. Háfiz Dívánjának (összegyűjtött műveinek megnevezése) két legelismertebb modern kiadását Moḥammad Gazvini és Kászem Gani (495 gazal), valamint Parviz Natel-Hanlari (486 gazal) állította össze (Teherán, 1942). Hafez szúfi muszlim volt.
Háfizt több egymást követő helyi rezsim támogatta: Abu Iszák Indzsú sah, aki akkor került hatalomra, amikor Háfiz még tizenéves volt; Timur Lenk élete végén; sőt a szigorú és hírhedt  uralkodó, Mubariz ad-Dín Muhammad sah (Mubariz Muzaffar) is. Simon Róbert írja: „Ezekben a kisszerű és vérgőzös udvarokban volt dicsköltő, verseinek több mint negyede rafinált dicsvers, felváltva olyan patrónusoknak írva, akik egymást vakították meg, vagy végezték ki”.  Bár munkássága Dzsalál ad-Dín  Súdzsa sah (1366–1376)  uralkodása alatt virágzott a legjobban, a leírások szerint Háfiz rövid időre kiesett Szúdzsa kegyeiből, mert gúnyolódott az alsóbbrendű költőkön (Szúdzsa maga is írt verseket, és talán magára vette a megjegyzéseket), ami arra kényszerítette Háfizt, hogy Sírázból Iszfahánba majd Jazdba meneküljön, de erre nincs megerősített bizonyíték. Iszfahánban visszavonultan élt, majd Sudzsau ad-Dín Manszúr sah alatt lett ismét megbecsült költő a sah udvarában. Háfiz levelet és verseket is váltott Gijász ad-Din Azam sahhal, Bengália szultánjával, aki meghívta őt Szonargaonba, de  ő nem tudott elmenni
Egy korabeli beszámoló szerint 1390-ben halt meg.  A sirázi Muszalla-kertben temették el. Húsz évvel a halála után síremléket (Hafezie) emeltek tiszteletére.  1451-ben-ben, miután Abolghaszem Babar Tejmuri elfoglalta Siráz városát, minisztere, Maulana Mohammad Mamaei parancsnoksága alatt új síremléket építettek számára.
A jelenlegi mauzóleumot André Godard francia régész és építész tervezte az 1930-as évek végén, a sírhelyet egy emelvényen emelték rózsakertek, csatornák és narancsfák között. Belül Háfiz alabástrom szarkofágján két versének felirata olvasható.

## Legendák

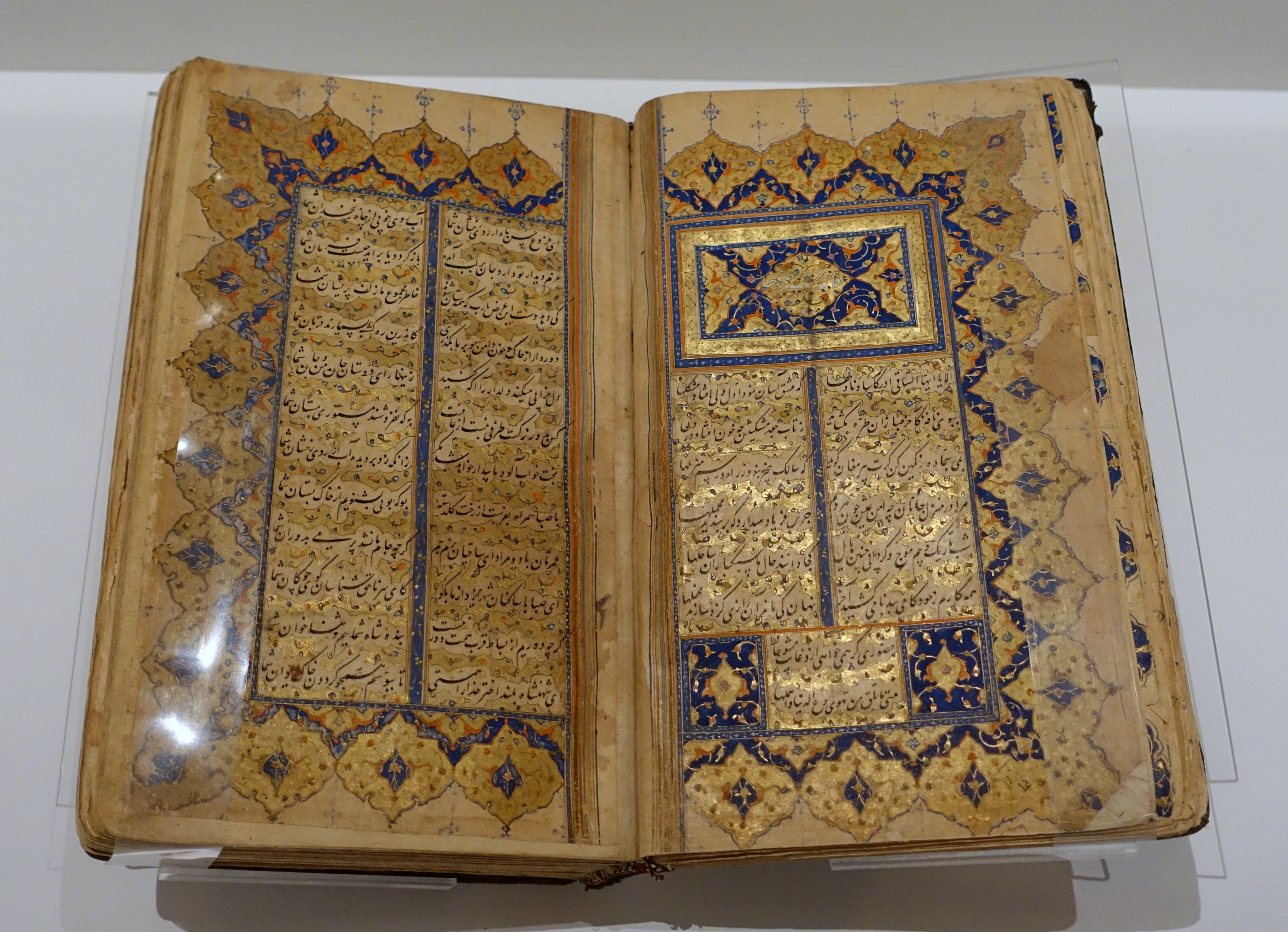
Díván, 16. század vége

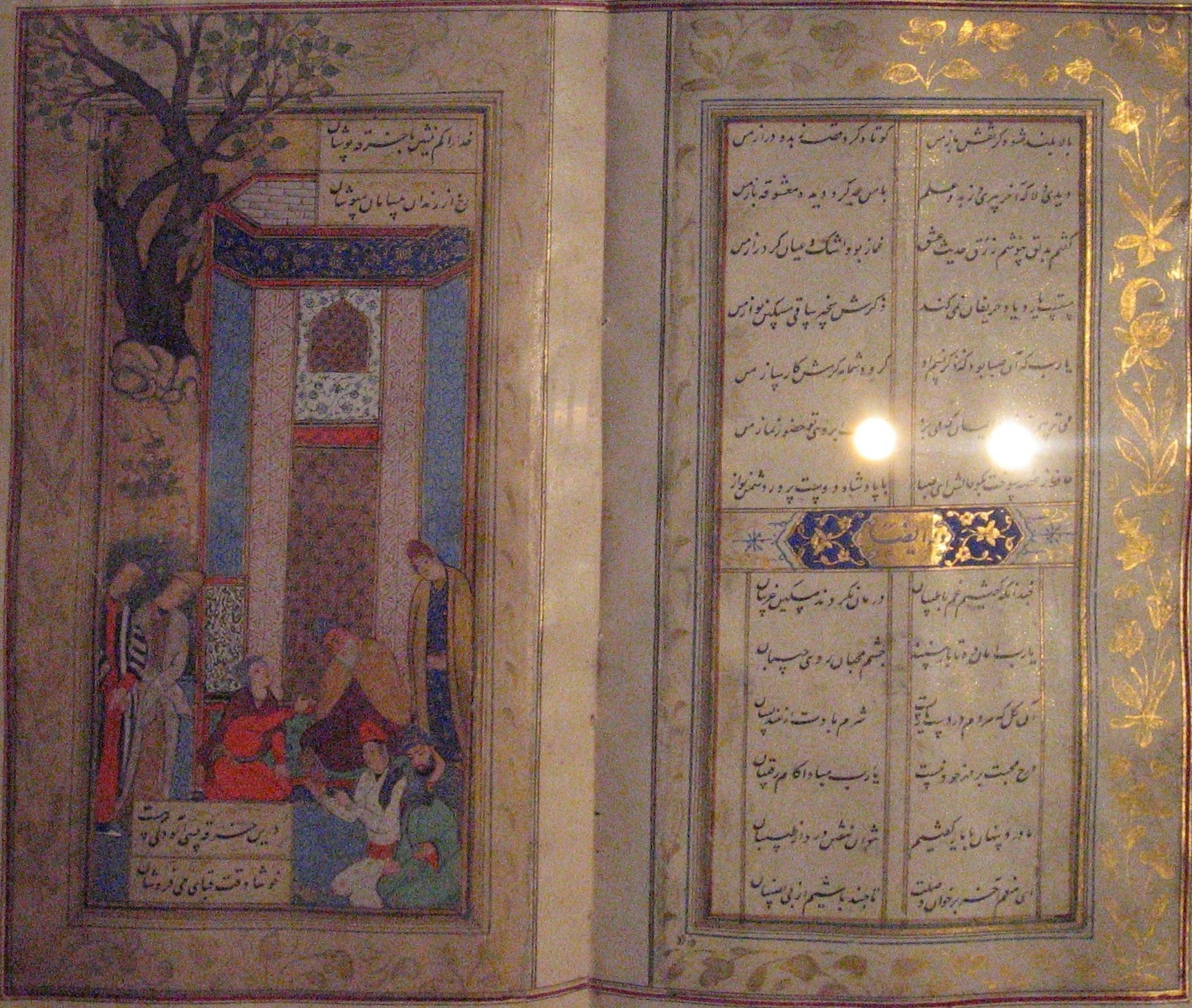
Háfiz dívánja, balra egy perzsa miniatúra, jobbra egy gazal nasztalik írással, Kászim sah aláírásával, 1617. Iráni Nemzeti Múzeum, Teherán, Irán

Háfez halála után számos félig-meddig csodás, mitikus mese szövődött köré. Azt mondják, hogy apja szavalatait hallgatva Háfiz már fiatalon kívülről megtanulta a Koránt (ez a Háfiz szó jelentése). Ugyanakkor állítólag kívülről tudta Rúmi, Szádi, Farid ad-Din és Nizámi műveit is.
Egy hagyomány szerint, mielőtt találkozott volna a maga választotta szúfi mesterével, Hadzsi Zajn l-Attarral, Háfez egy pékségben dolgozott, kenyeret szállított a város egyik gazdag negyedébe. Ott látta meg először Sah-e Nabatot, egy nagyon szép nőt, akinek később néhány versét címezte. A nő látványától elragadtatva, de tudva, hogy szerelme nem fog viszonzásra találni, állítólag az első virrasztását tartotta, hogy megvalósítsa a spirituális egyesülést kedvesével. Ekkor találkozott egy felülmúlhatatlan szépségű lénnyel, aki angyalként mutatkozott be neki, és az egyesülésre tett további kísérletei misztikussá váltak; az istenivel való szellemi egyesülésre való törekvéssé. Egy nyugati párhuzam Dante és Beatrice kapcsolata az Isteni színjátékban .
A legendák egyike szerint 60 évesen elkezdett egy 40 napos virrasztást egy saját maga által rajzolt körben ülve. A 40. napon találkozott Zajn l-Attarral, barátjával, pont a negyvenedik évfordulójukon, mióta látták egymást, aki megkínálta egy pohár borral. Állítólag ott érte el a „kozmikus tudatosságot”. Erre az epizódra utal egyik versében, amelyben azt tanácsolja az olvasónak, hogy a bor megfelelő tisztaságát „úgy érje el, hogy 40 napig állni hagyja”.

## Szellemi és művészeti örökség
A perzsa lírai költészet, a gazal mestere volt.
Háfiz eleinte a vallásos miszticizmusnak hódolva, rajongó hitét visszatükröző versekben bizonyította költői tehetségét. Gazaljait és egyéb költeményeit csak halála után gyűjtötte össze tanítványa, Mohammed Gulendám és egy u.n. dívánba (verskötetbe) rendezte. Ez főként gazalokat tartalmaz, de előfordul a kötetben néhány kaszída és masznavin is.
Háfiz életében az egész iszlám világtól elismerést kapott, más perzsa költők utánozták munkásságát, és mecénási ajánlatokat kapott Bagdadtól egészen Indiáig. Az egyik első költő volt, akit a keleti költészet képviselőjeként megismertek a 17-18. században Európában. Magyarországon Reviczky Károly fordította le 16 gazalját latin nyelvre Specimen Poeseos Persicae címmel.  1771-ben adta ki eredetiben és saját latin fordításában, bevezetővel látta el Háfizról és a perzsa költészetről általában, és a török Szúdi 16. századi kommentárja alapján filológiai magyarázatokat adott a műhöz. Csokonai is nagyra tartotta, azt írta róla, hogy „kellemetessége van csudálatos a perzsának”, illetve Háfiz sírhalma címmel költeményt szentelt neki.  A 20. század közepétől versei reneszánszukat élik, a legtöbbet fordított perzsa költő.
Művét először 1771-ben fordította le angolra William Jones. Olyan nyugati írókra tett mély benyomást mint Thoreau, Goethe, W. B. Yeats, a Felfedezések című prózai antológia esszékötetében írtak róla.  Goethe Hammer-Purgstall német fordításából ismerte meg, majd a Der West-östliche Diwan  c. művében (A nyugat-keleti díván, 1819) fordított tőle
Többek között  Puskin és Fitzgerald is lelkesedett érte,  valamint művei pozitív fogadtatásra találtak az indiai Nyugat-Bengáliában, e tartomány legtermékenyebb vallási vezetői és költői, Debindranath Tagore körében  (Rabindranáth Tagore apja), aki ismerte a perzsa nyelvet és Háfez dívánjaiból szokott szavalni.  Maga Gurudév, aki 1932-es perzsa látogatása során Háfez sírjánál Sirázban tiszteletlátogatást tett. Ralph Waldo Emerson  úgy hivatkozott rá, mint a költők költőjére. Sir Arthur Conan Doyle a Sherlock Holmes karakterében   azt állítja, hogy Háfizban annyi értelem van, mint Horatiusban, és ugyanannyi tudás is a világról ( A személyazonosság esetében). Friedrich Engels említette őt egy 1853-as, Karl Marxhoz írt levelében.

### A kortárs iráni kultúrában
Háfez a legnépszerűbb költő Iránban, művei szinte minden iráni otthonban megtalálhatók. Október 12-ét Háfez napjaként ünneplik Iránban.
Sírja zsúfolásig tele van hívőkkel, akik ünnepi hangulatukban meglátogatják, éneklik és szavalják kedvenc Háfez-verseiket.
Sok iráni használja Háfez dívánját jóslásra. Az iráni családok általában tartanak egy Háfiz dívánt a házukban, és amikor a Noruz vagy Jaldá ünnepek alatt összejönnek, kinyitják a dívánt egy tetszőleges oldalon, és felolvassák az ott talált verset, amelyről úgy gondolják, hogy a jövőben bekövetkező dolgokra utal.
Számos iráni zeneszerző komponált műveket, amelyeket Háfiz versei ihlettek, vagy amelyek Háfiz versein alapulnak. Az iráni énekesek közül Mohsen Namjoo több versre komponált zenét és éneket, de például a Zolf, Del Miravad, Nameh és mások szintén felhasználták Háfiz műveit. Hajedeh a Padesah-e Khóban című dalt adta elő, melynek zenéjét Farid Zoland szerezte. Mohammad-Reza Sadzsarian a „Del Miravad Ze Dastam” című dalt adta elő, melynek zenéjét Parviz Meshkatian szerezte. A török zeneszerző, Buhurizade Mustafa Itri Háfez egyik verse alapján komponálta Neva Kár című főművét. A lengyel zeneszerző, Karol Szymanowski Háfiz verseinek német fordítása alapján komponálta Háfiz szerelmes dalai című művét.
Számos afgán énekes, köztük Ahmad Zahir és Sarban Háfiz verseire komponált zenét.

## Értelmezési nehézségek
Háfiz halála után egy évszázaddal az akkor mérvadó timurida irodalmi kör nem tartotta érdemesnek méltatni Háfiz költeményeit, ezért elvetette azokat.
Háfiz a kifinomult világi líra kiváló művelőjeként verseibe beleszőtte az isteni szeretet metaforáit,  ezzel egyensúlyozott az iszlám által még eltűrt szabados megnyilvánulások és a szúfikra jellemző feltétlen istenszeretet között. Az élet élvezetét hirdető, sokszor érzéki és szabados versei sajátos misztikus szimbolizmust tükröznek.
Háfiz újító jellege abban rejlik, hogy az isteni lényt (mabúd) és a kedvesét (masúk) egymástól megkülönböztethetetlenül ábrázolja, mintegy egymásba vetíti szeretete tárgyát, egyúttal beleszövi a patrónusát (mamdúh) is, így burjánzó metaforái miatt egyfajta polifonikus zeneiség keletkezik. Ez adja Háfiz költői nagyságát.  Sáh Súdzsa, patrónusa kifogásolta ezt a költői látásmódot, és később sem vált a perzsa költők sajátjává, talán ezért is lett Háfiz a perzsa líra megújítója és egyben megkerülhetetlen, legnagyobb képviselője  

Az a kérdés, hogy művét szó szerint, misztikusan vagy mindkettővel együtt kell-e értelmezni, viták forrása volt a nyugati tudósok között. Egyrészt néhány korai olvasója, mint például William Jones, az európai szerelmes költőkhöz, például Petrarcához hasonló, hagyományos lírikust látott benne. Más tudósok, mint például Henry Wilberforce Clarke, pusztán a didaktikus, eksztatikus misztika költőjének látták őt, Rumihoz hasonlónak, amit a azonban már a huszadik századi kritikusok és irodalomtörténészek egy része megkérdőjelezett. Ralph Waldo Emerson elutasította a szúfista borszemléletet Háfiz verseiben.

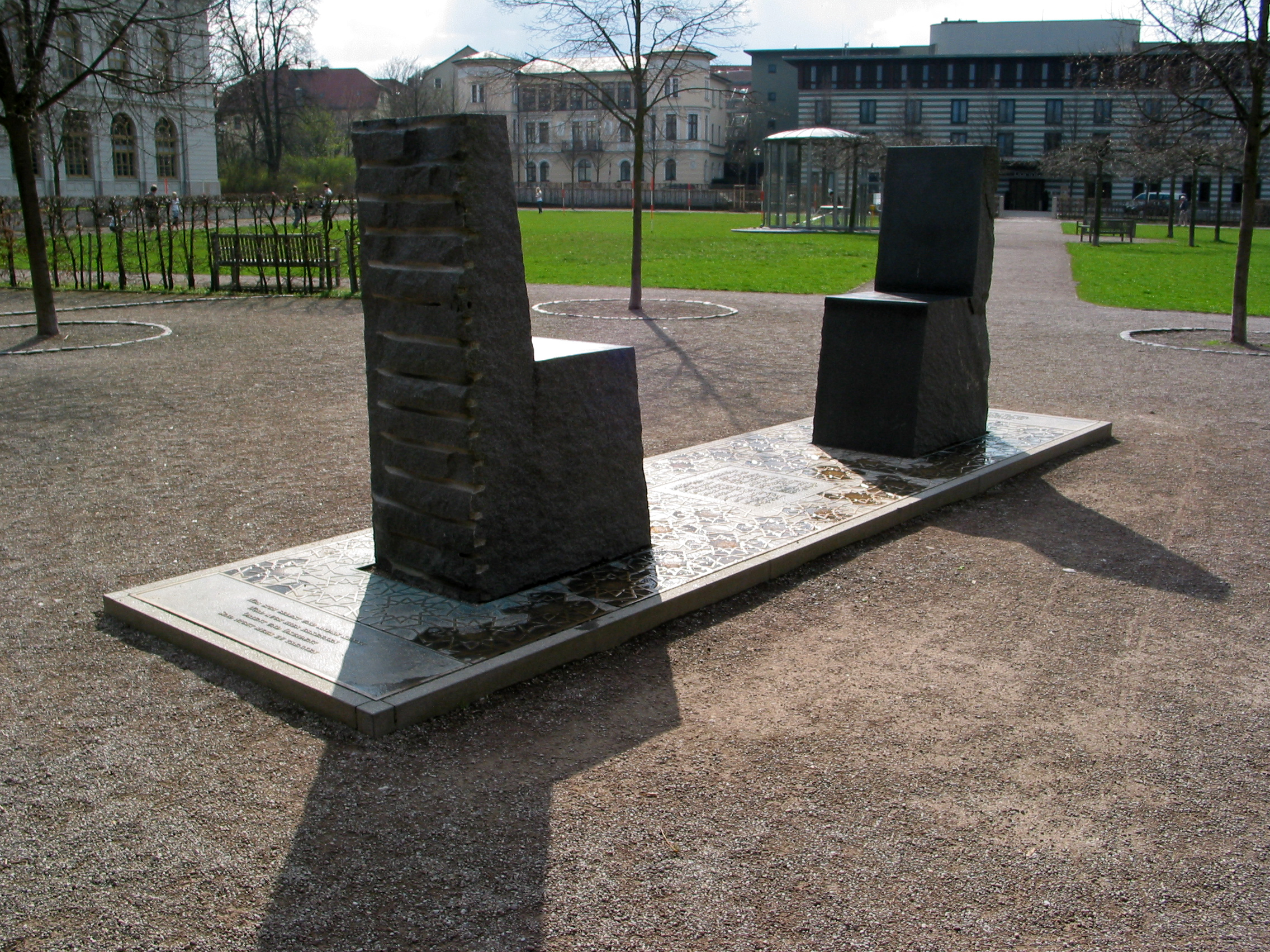
Háfiz-Goethe-emlékmű Weimar, Németország

Ez a zűrzavar abból ered, hogy a perzsa irodalomtörténet korai szakaszában a lírai költői szókincset kizárólag csak a misztikusok használták, akik úgy vélték, hogy a kimondhatatlanhoz jobban lehet közelíteni a költészetben, mint a prózában. A misztikus tartalmú versek megkomponálásakor minden szót és képet misztikus felhangokkal ruháztak fel, aminek következtében a miszticizmus és a líra egyetlen hagyományba olvadt össze. Ennek eredményeképpen egyetlen 14. századi perzsa költő sem írhatott lírai verset anélkül, hogy a költői szókincs ne  tűnt volna misztikusnak. Míg egyes költők, mint például Ubajd Zakani, szatírák írásával próbáltak elhatárolódni ettől az összeolvadt, misztikus-lírai hagyománytól, Háfiz saját költészetében egyedivé emelte ezt a kapcsolatot és tobzódott benne. Wheeler Thackston azt mondta erről, hogy Háfiz „az emberi és a misztikus szeretet ritka keverékét énekelte meg, amely olyan kiegyensúlyozott. (...) hogy lehetetlen elválasztani az egyiket a másiktól”.
Ilyen okokból kifolyólag a Háfiz fordítások története tele van bonyodalmakkal, és kevés nyugati nyelvre történő fordítás volt teljesen sikeres.
Az egyik képletes költői eszköz, amelyről a leghíresebb (és amelyet a legnehezebb lefordítani), a īhām vagy a művészi szójáték. Így egy olyan szó, mint a govhar, amelynek egyszerre van „lényeg”, „igazság”" és „gyöngy” jelentése, egyszerre veszi fel a mindkét jelentést, mint például egy olyan mondatban, mint „Hiszen nem tárta még fel bölcs, hogy is tárná, a lét titkát./ Szereztél dalt, kifúrtál gyöngyszemet ...  (3. gazal, ford. Képes Géza )”.
Háfiz gyakran kihasználta a lírai, misztikus írások közötti átmeneti teret  azzal, hogy erősen intellektualizált, kidolgozott metaforákat és képeket használt, hogy több lehetséges jelentést sugalljon. Például Háfiz egyik versének egyik páros verse így hangzik:
Múlt éjjel a cipruságról hallottam a fülemüle énekét
 Óperzsa hangokon, spirituális leckéjét.
A ciprusfa egyszerre jelképezi a szerelmest és a királyi jelenlétet; a madárdal az emberi szerelem hagyományos színterét idézi. A „spirituális” nyilvánvalóan misztikus felhangot sugall (bár a "spirituális" szó fordítható „eredendően értelmesnek” is). A szavak tehát egyszerre jelenthetnek egy odaadó, híveihez forduló herceget, egy szerelmesének udvarló szerelmest és a spirituális bölcsesség befogadását.

## Szatíra, vallás és politika
Bár Háfiz költészetéről jól ismert, politikai beállítottsága kevéssé feltárt. Háfiz költészetének meghatározó jellemzője az ironikus hangvétel, amelyről széles körben úgy vélik, hogy a kor vallási és uralkodó intézményeinek kritikája.
 A perzsa szatíra a 14. században, a Mongol Birodalom udvaraiban fejlődött ki. Ebben az időszakban Háfiz és más jelentős korai szatirikusok, mint például Ubayd Zakani, olyan műveket hoztak létre, amelyek azóta a szatírát a politika kritikájának eszközévé emelték.  Sok szatirikus verse vélhetően Mubariz al-Din Muhammad uralma alatt elsősorban a különösen a fontos köz- és magánintézmények szétesése ellen irányult.
Művei, különösen a kolostorokra a sáhéra és a muhtaszibra tett fantáziadús utalásai figyelmen kívül hagyták korának vallási tabuit, így humort talált társadalma egyes vallási tanaiban is. A humor polemikus alkalmazása azóta általános gyakorlattá vált az iráni közbeszédben, és a szatíra ma már talán az iráni társadalmi kommentárok de facto nyelve is lett.

## Háfiz Dívánja
Háfiz Dívánja egy könyv, amely Háfiz összes fennmaradt versét tartalmazza. E versek többségét perzsa nyelven írta, és legfontosabb részei a Gazalok. Ebben a kötetben előfordulnak más költői formájú versek is, mint például óda, masznavi és quatrain. Farídún Huszajn Khán timurida herceg 1501-ben kísérletet tett a művek egy részének kiadásához. Verseinek kronológiai sorrendje máig nem tisztázott, sőt sokszor egy versen belül a párversek sorrendje is vitatott.
Bár Farídún Huszajn Khán erősen megrostált kiadást hagyott jóvá, nincs bizonyíték arra, hogy Háfiz verseinek nagy részét megsemmisítették volna. Ráadásul Háfiz nagyon híres volt életében, de az udvari verseinek kis száma arra utal, hogy nem volt termékeny költő.
Háfiz Dívánját valószínűleg Mohammad Glendam állította össze először a halála után.
Összegyűjtött műveinek ( Díván) nincs végleges változata; a kiadások 573 és 994 vers között változnak. Csak az 1940-es évek óta történtek tudományosan tervezett kísérletek (Masud Farzad, Kászim Ghani és mások által Iránban) műveinek hitelesítésére és a későbbi másolók és cenzorok által bevezetett hibák eltávolítására. Az ilyen munkák megbízhatóságát azonban megkérdőjelezik, és a Háfiz-tudós Iradzs Basiri szavaival élve, „kevés remény marad onnan (azaz: Iránból) egy hitelesített dívánra".

## Fontosabb kiadások

### Világszerte
- Vincenz Ritter v. Rosenzweig-Schwannau 1858–1864, Wien
- M. Kazvini és k. Gháni kiadása 1942, Teherán
- Fifty Poems A.J. Arberry fordítása 1953
- Ghazalhá (P.A. Khánlari kiadása 1958
- Vincent Mansour Monteil, Akbar Tadjvidi (kétnyelvű) francia kiadás Szindbad/Unesco 1989/1998
- Joachim Wohlleben kiadása ford. P.N. Khánlari (486 gazal) német nyelven, Würzburg Königshausen und Neumann, 2004

### Magyarul
- Háfiz Persa Költő Dívánjából Gházelák 's Töredékek; ford. Fábián Gábor; Trattner Ny., Pest, 1824 Ez 24 gazalt és és 39 töredéket tartalmaz Fábián szerint „anacreonticus jambusokban” fordítva.
- Döbrentei Gábor két gazalfordítása az Erdélyi Múzeum VII. évfolyamában
- Erődi Harrach Béla fordítása Hafiz dalai. A költő életrajzával. 1-2. köt.;  Tettey-Aigner, Bp., 1872–1873
- Százszorszépek. Heine, Hafiz és Mirza Saffy dalaiból; ford., bev. Berecz Károly; Emich Ny., Pest, 1858 (A Szépirodalmi Közlöny könyvmelléklete)
- Versek; vál., ford. Képes Géza, utószó, jegyz. Bodrogligeti András; Magyar Helikon, Bp., 1960, különlegessége, hogy eredetiből az eredeti versmérték megtartásával (55 gazal)
- Siráz rózsái; ford., bev., jegyz. Rakovszky József; Táncsics Mihály Irodalmi és Művészeti Társaság, Bp., 1964
- Siráz rózsái; ford., bev., jegyz. Rakovszky József; magánkiadás, Bp., 2001

## Fordítás
Ez a szócikk részben vagy egészben  a   Hafez című angol Wikipédia-szócikk ezen változatának fordításán alapul.  Az eredeti cikk szerkesztőit annak laptörténete sorolja fel. Ez a jelzés csupán a megfogalmazás eredetét és a szerzői jogokat jelzi, nem szolgál a cikkben szereplő információk forrásmegjelöléseként.